# Tracee Talavera
Tracee Talavera född den 1 september 1966 i Santa Clara, Kalifornien, är en amerikansk gymnast.
Hon tog OS-silver i lagmångkampen i samband med de olympiska gymnastiktävlingarna 1984 i Los Angeles.